# 東京のバスガール
「東京のバスガール」（とうきょうのバスガール）は、1957年（昭和32年）10月に、日本コロムビアから発売された流行歌のシングル盤。作詞・丘灯至夫、作曲上原げんと、歌唱は初代コロムビア・ローズである。
この「バスガール」のモデルは、路線バスの車掌ではなく、はとバスのガイド嬢とされていて、2010年7月に発行された祥伝社新書「はとバス」60年に、歌詞がフルコーラス紹介されており、また、2010年8月21日に放送されたNHK『思い出のメロディー』でも、舞台にはとバスのバスガイドOGが3人登場し、彼女たちの現役の頃の写真をバックに、コロムビア・ローズがこの歌を歌唱していた。しかし、昨日のお客がきょうも乗ってきたり、酔っぱらいが乗ってきたり、都心のターミナル駅から郊外の住宅地に向かう、路線バスを連想させる部分もある。
この時代には、まだ路線バスには必ず女性の車掌が乗車しており、切符を切ったり、体が不自由になったお年寄りの乗り降りを助けるなど、乗客の世話に当たっていた。バスがワンマン化されるのは1961年頃からである。
唄は3節からなり、夢と希望を持ってバスガールになった若い女性が、見初めた若者に恋人がいてがっかりしたり、酔っぱらいに怒鳴られたりしてなかなか思い通りにいかないものの、一所懸命「明るく」走ろうとする、けなげで純情な姿を描いており、初代コロムビア・ローズの代表曲になっている。
はとバスの東京都内定期観光バスでは、島倉千代子の「東京だョおっ母さん」とともに、ガイドが乗客に披露する歌にもなっている。

## 映画
1958年7月22日には春原政久による歌謡映画が公開された。

### キャスト
- 美多川光子 - 佐藤ミネ子（バスガイド）
- コロムビア・ローズ - 星野正子
- 石丘伸吾 - 立花吾郎
- 内海突破 - 外堀留吉
- 有木山太 - 笹川助五郎
- 西村晃 - 青井一太郎
- 山田禅二 - 藤尾
- 堺美紀子 - 野尻女史
- 小沢昭一 - 桃山
- 柳沢真一 - 桜井
- 八木さち子 - よし子
- 福田文子 - ガイドA
- 角田文真子 - ガイドB
- 柳田妙子 - ガイドC
- 武藤章生 - 学生
- 柴田新 - 物部
- 長弘 - 袴田
- 紀原耕 - 営業主任
- 小泉郁之助 - 須山
- 宇部信吉 - 魚河岸の男

### スタッフ
- 監督 - 春原政久
- 脚本 - 西島大
- 企画 - 茂木了次
- 撮影 - 中尾利太郎
- 美術 - 佐谷三平
- 音楽 - 馬渡誠一
- 録音 - 米津次男
- 照明 - 高島正博
- 編集 - 近藤光雄